# Synsepalum pobeguinianum
Synsepalum pobeguinianum är en tvåhjärtbladig växtart som först beskrevs av Marcel Marie Maurice Dubard, och fick sitt nu gällande namn av Aké Assi och Laurent Gautier. Synsepalum pobeguinianum ingår i släktet Synsepalum och familjen Sapotaceae. Inga underarter finns listade i Catalogue of Life.